# Jokang
Jokhang (tibetanščina: ཇོ་ཁང།, kitajsko: 大昭寺), znan tudi kot samostan Čoikang, tempelj Jokhang, samostan Jokhang in Zuglagkang (tibetanščina: གཙུག་ལག་ཁང༌།, Wylie: gtsug-lag-khang, ZYPY: Zuglagkang ali Tsuklakang), je budistični tempelj na trgu Barkhor v Lasi, glavnem mestu kitajske Avtonomne pokrajine Tibet. Tibetanci na splošno menijo, da je ta tempelj najbolj svet in najpomembnejši tempelj v Tibetu. Tempelj trenutno vzdržuje šola Gelug, vendar sprejemajo vernike iz vseh sekt budizma. Arhitekturni slog templja je mešanica indijskega oblikovanja vihare, tibetanskega in nepalskega sloga.
Jokhang je bil ustanovljen med vladavino Tibetanskega cesarstva kralja Songcen Gampa. Po izročilu je bil tempelj zgrajen za dve kraljevi nevesti: princeso Venčeng iz kitajske dinastije Tang in princeso Bhrikuti iz Nepala. Obe naj bi iz Kitajske in Nepala v Tibet prinesli pomembne budistične kipe in podobe, ki so bile tukaj shranjene, kot del svojih dot. Najstarejši del templja je bil zgrajen leta 652. V naslednjih 900 letih so tempelj večkrat povečali, zadnjo prenovo pa je leta 1610 izvedel peti dalajlama. Po Gampovi smrti je bila podoba iz templja jezera Ramčo iz varnostnih razlogov prestavljena v tempelj Jokhang. Ko je od leta 755 do 797 vladal kralj Tresang Detsen, je bila podoba Bude v templju Jokhang skrita, saj je bil kraljev minister sovražen do širjenja budizma v Tibetu. V poznem 9. in zgodnjem 10. stoletju naj bi bila templja Jokhang in Ramoče uporabljena kot hleva. Leta 1049 je v Jokhangu poučeval Atiša, priznani učitelj budizma iz Bengalije.
Okoli 14. stoletja je bil tempelj povezan z Vadžrasano v Indiji. V 18. stoletju cesar Čjanlong iz dinastije Čing po Gorkha-tibetanski vojni leta 1792 Nepalcem ni dovolil obiska tega templja in postal je ekskluzivni kraj čaščenja Tibetancev. Med kitajskim razvojem Lase je bil urejen trg Barkhor pred templjem. Med kulturno revolucijo je Rdeča garda leta 1966 napadla tempelj Jokhang in desetletje ni bilo čaščenja. Prenova Jokhanga je potekala od leta 1972 do 1980. Leta 2000 je Jokhang postal Unescov seznam svetovne dediščine kot podaljšek palače Potala (svetovna dediščina od leta 1994). Mnogi nepalski umetniki so sodelovali pri oblikovanju in gradnji templja.

## Etimologija
Rasa Thrulnag Tsuklakang ('Hiša skrivnosti' ali 'Hiša verske znanosti') je bilo Jokhangovo starodavno ime. Ko je kralj Songcen zgradil tempelj, je bilo njegovo glavno mesto znano kot Rasa ('Koze'), saj so koze med gradnjo uporabljali za premikanje zemlje. Po kraljevi smrti je Rasa postala znana kot Lhasa ('Kraj bogov'); tempelj se je imenoval Jokhang - 'Gospodov tempelj' - izpeljan iz Bude Jovo Šakjamuni, njegove glavne podobe. Kitajsko ime Jokhanga je Dazhao; znan je tudi kot Zuglagkang, samostan Čoikang Tsuglakhang in Tsuglhakhange.

## Lokacija
Tempelj, ki velja za »duhovno srce mesta« in najbolj svet v Tibetu, je v središču starodavne mreže budističnih templjev v Lasi. Je osrednja točka komercialne dejavnosti v mestu, z labirintom ulic, ki se razprostira od njega. Jokhang je 1000 metrov vzhodno od palače Potala. Barkhor, tržni trg v središču Lase, ima sprehajalno pot za romarje, da se sprehodijo okoli templja (ki traja približno 20 minut). Trg Barkhor označujejo štirje kamniti sankang (kadilnice), od katerih sta dve pred templjem in dva zadaj.

## Zgodovina
Tibetanci so na svojo državo gledali kot na živo bitje, ki ga nadzoruje srin ma (izgovarja se sinma), divja demonka, ki je nasprotovala širjenju budizma v državi. Da bi preprečil njene zlobne namere, je kralj Songcen Gampo (prvi kralj združenega Tibeta) razvil načrt za izgradnjo dvanajstih templjev po vsej državi. Templji so bili zgrajeni v treh fazah. V prvi fazi je bil osrednji Tibet prekrit s štirimi templji, znani kot »štirje rogovi« (ru bzhi). V drugi fazi so bili na zunanjih območjih zgrajeni še štirje templji (mtha'dul); zadnji štirje, yang'dul, so bili zgrajeni na mejah države. Tempelj Jokhang je bil končno zgrajen v osrčju srin ma, kar je zagotovilo njeno podjarmljenje.
Da bi vzpostavil vezi s sosednjim Nepalom, je Songtsen Gampo h kralju Amsuvarmanu poslal odposlance, ki so prosili za roko njegove hčerke, in kralj je to sprejel. Njegova hči Bhrikuti je prišla v Tibet kot kraljeva nepalska žena (tritsun; belsa v tibetanščini). Podoba Akšobhja Bude (ali Mikjobe), ki jo je prinesla kot del svoje dote, je bila pobožanstvena v templju sredi jezera, znanem kot Ramoče.
Gampo, ki je želel dobiti drugo ženo iz Kitajske, je poslal svojega veleposlanika k cesarju Taizongu (627–650) iz dinastije Tang za eno od njegovih hčera. Taizong je kraljev predlog zavrnil, ker je imel Tibetance za 'barbare' in napovedal poroko ene od svojih hčera s hunskim kraljem Dujuja. To je razjezilo Gampa, ki je začel napade na plemenska območja, povezana z dinastijo Tang, nato pa napadel mesto Tangov Songdžou. Gampo je cesarju povedal, da bo stopnjeval svojo agresijo, če se cesar ne strinja z njegovim predlogom, poslal spravno darilo z zlatom okrašen 'oklep' z drugo prošnjo za poroko. Taizong je popustil in dal princeso Venčeng tibetanskemu kralju. Ko je ta leta 640 odšla v Tibet kot kitajska kraljeva žena (v Tibetu znana kot Gjasa), je prinesla podobo Bude Šakjamunija kot mladega princa. Podoba je bila pobožanstvena v templju, prvotno imenovanem Trulnang, ki je postal Jokhang. Tempelj je postal najsvetejše svetišče v Tibetu in podoba, znana kot Jovo Rinpoče, je postala najbolj čaščen kip v državi.
Najstarejši del templja je leta 652 zgradil Songcen Gampo. Da bi našel lokacijo za tempelj, je kralj domnevno vrgel svoj klobuk (prstan v drugi različici) pred seboj z obljubo, da bo zgradil tempelj, kjer je klobuk pristal. Pristal je v jezeru, kjer se je nenadoma pojavila bela stupa (spomenik), nad katero je bil zgrajen tempelj. V drugi različici legende je kraljica Bhrikuti ustanovila tempelj, da bi postavila kip, ki ga je prinesla, ta pa je mesto izbrala v skladu s kitajsko geomantijo in feng šuj. Jezero je bilo napolnjeno, tako da je ostal majhen ribnik, ki je zdaj viden kot vodnjak, ki ga napaja starodavno jezero, in na napolnjenem območju je bil zgrajen tempelj. V naslednjih devetih stoletjih so tempelj povečali; njegovo zadnjo prenovo je leta 1610 izvedel peti dalajlama.
Zasnovo in gradnjo templja pripisujejo nepalskim obrtnikom. Po smrti Songcen Gampa je kraljica Venčeng domnevno prestavila kip Jovoja iz templja Ramoče v tempelj Jokhang, da bi ga zavarovala pred kitajskimi napadi. Del templja, znan kot kapela, je bil skrivališče Jovo Šakjamunija.
Med vladavino kralja Tresanga Detsana od leta 755 do 797 so bili budisti preganjani, ker je bil kraljev minister Maršang Zongbagji (častilec Bona) sovražen do budizma. V tem času je bila podoba Bude Akšobja v templju Jokhang skrita pod zemljo, 200 ljudi naj je ne bi uspelo najti. Podobe v templjih Jokhang in Ramoče so bile premaknjene v Džizong v Ngariju, menihi pa so bili preganjani in izgnani iz Jokhanga. Med protibudistično dejavnostjo v poznem 9. in zgodnjem 10. stoletju naj bi se templja Jokhang in Ramoče uporabljala kot hleva. Leta 1049 je Atiša, znani učitelj budizma iz Bengalije, ki je poučeval v Jokhangu in umrl leta 1054, našel »Kraljevo oporoko stebra« (Bka' čems ka khol ma) v stebru v Jokhangu; dokument naj bi bil oporoka Songcen Gampa.
Od približno 14. stoletja je bil tempelj povezan z Vadžrasano v Indiji. Rečeno je, da je podoba Bude, pobožanstvena v Jokhangu, 12-letni Buda, ki je bil prej v templju Bodh Gaja v Indiji, kar kaže na »zgodovinske in obredne« povezave med Indijo in Tibetom. Tibetanci imenujejo Jokhanga »Vadžrasana Tibeta« (Bod yul gyi rDo rje gdani), »druga Vadžrasana« (rDo rje gdan pal) in »Vadžrasan, popek snežne dežele« (Gangs can sa yi lte ba rDo rje gdani).
Po okupaciji Nepala s strani Gorkhov leta 1769 je med gorkhaško-tibetansko vojno leta 1792 cesar Čjanlong iz dinastije Čing pregnal Gorkhe iz Tibeta in Tibetanci so bili izolirani od svojih sosedov. Več kot stoletje trajajoče obdobje so poimenovali »temna doba Tibeta«. Tibetancem so bila romanja izven države prepovedana in cesar Čjanlong je predlagal, da bi bilo enako učinkovito častiti Budo Jovo v Jokhangu.
V kitajskem razvoju Lase je bil trg Barkhor poseg, ko je bila uničena pot okoli templja. Notranjo pot so preuredili v trg, tako da je ostala le kratka pot kot romarska pot. Na trgu se prodajajo nabožni predmeti, povezani z romanjem.
Med kulturno revolucijo je Rdeča garda leta 1966, od 24. avgusta, napadla Jokhang in desetletje ni bilo bogoslužja v tibetanskih samostanih. Prenova Jokhanga se je začela leta 1972 in je bila večinoma končana do leta 1980. Po tem in koncu preganjanja je bil tempelj ponovno posvečen. Zdaj ga obiskuje veliko število Tibetancev, ki pridejo častit Jovo v notranje svetišče templja. Med revolucijo je bilo templju prihranjeno uničenje in je bil domnevno obdan z deskami do leta 1979. Takrat naj bi bili v delih Jokhanga prašiči, klavnica in vojašnice kitajske vojske. Vojaki so zažgali zgodovinske tibetanske spise. Nekaj časa je bil hotel.
Tibetanci častijo dva doringa (vpisana stebra) iz kamnitih plošč zunaj templja, ki obdajata severni in južni vhod. Prvi spomenik, edikt iz marca 1794, ki je v kitajščini znan kot »Večno sledeča tablica«, beleži nasvete o higieni za preprečevanje črnih koz; nekatere so izklesali Tibetanci, ki so verjeli, da ima sam kamen zdravilno moč.{Sfn|An|2003|p=72}} Drugi, veliko starejši, steber je visok 5,5 metra s krono v obliki palače in napisom iz leta 821 ali 822. Plošča ima več imen; »Tablica številka ena v Aziji«, »Tablica zavezništva Lasa«, »Tablica za spreminjajoče se zavezništvo«, »Tablica zavezništva strica in nečaka« in »Tablica zavezništva miru dinastije Tang-Tubo«. Njegov napis v tibetanščini in kitajščini je pogodba med tibetanskim kraljem Ralpacanom in kitajskim cesarjem Muzongom, ki določa mejo med njunima državama. Oba napisa sta bila ob gradnji trga Barkhor leta 1985 obdana z opečnimi zidovi. Kitajsko-tibetanska pogodba se glasi: »Tibet in Kitajska se bosta držala meja, ki sta jih zdaj okupirala. Vse na vzhodu je država Velike Kitajske; in vse na zahodu je brez dvoma država Veliki Tibet. Odslej na nobeni strani ne bo več vojne ali zaseganja ozemlja. Če katera koli oseba postane sumljiva, jo bodo aretirali; njeno poslovanje se bo preiskalo in jo pospremili nazaj.«
Po besedah dalajlame je bila med številnimi podobami v templju podoba Čenrizija, izdelana iz gline v templju, znotraj katere je bil skrit majhen lesen kip Bude, prinesen iz Nepala. Podoba je bila v templju 1300 let in ko je Songcen Gampo umrl, naj bi njegova duša vstopila v majhen lesen kip. Med kulturno revolucijo je bila glinena podoba razbita, manjšega Budo pa je Tibetanec podaril dalajlami.
Leta 2000 je bil Jokhang vpisan na Unescov seznam svetovne dediščine kot dodatek palače Potala (od leta 1994 na seznamu svetovne dediščine), da bi olajšal prizadevanja za ohranjanje. Tempelj je uvrščen v prvo skupino enot državnega kulturnega varstva relikvij in je bil kategoriziran kot turistično mesto na ravni 4A.
17. februarja 2018 je tempelj zajel požar ob 18.40. (po lokalnem času), pred sončnim zahodom v Lasi, pri čemer je požar trajal do poznega večera. Čeprav so se na kitajskih družbenih omrežjih razširile fotografije in videoposnetki o požaru, na katerih je bilo videti nadstrešnico dela stavbe, osvetljeno z bučečimi rumenimi plameni in iz katerih je izhajala meglica dima, so bile te slike hitro cenzurirane in izginile. Uradni časopis Tibet Daily je na spletu na kratko zatrdil, da je bil požar pozno ponoči »hitro pogašen« brez »mrtev ali poškodovanih«, medtem ko je The People's Daily objavil iste besede na spletu in dodal, da »ni bilo nobene škode na relikvijah« tempelj; obe poročili nista vsebovali fotografij. Tempelj je bil po požaru začasno zaprt, vendar so ga ponovno odprli za javnost 18. februarja, poroča uradna tiskovna agencija Šinhua. Rumene draperije so bile na novo obešene za osrednjo podobo templja, kip Jovo. In nikomur ni bilo dovoljeno vstopiti v drugo nadstropje templja, glede na vir tibetanske službe Radia Free Asia. Ogenj je zajel okoli 50 kvadratnih metrov površine. Zlata kupola templja je bila odstranjena, da bi preprečila kakršen koli propad, okrog kipa Jovo pa so dodali zaščitne podpore, poroča Šinhua. 19. februarja 2018 so dalajlamovi podporniki s sedežem v Indiji poročali o izjavah očividcev, da »vir požara ni bila kapela Jovo, temveč sosednja kapela v prostorih templja Jokhang, ki je v tibetanščini znan kot Tsuglakhang« in potrdili, da »nobenih žrtev in gmotne škode še ni mogoče ugotoviti«.

## Arhitektura
Tempelj Jokhang pokriva površino 2,51 hektarja. Ko je bil zgrajen v 7. stoletju, je imel osem sob v dveh nadstropjih za hrambo svetih spisov in kipov Bude. Tempelj je imel tla, obložena z opeko, stebre in okvirje vrat ter rezbarije iz lesa. V obdobju Tubo je prišlo do konflikta med privrženci budizma in domorodne vere Bon. Spremembe v dinastični vladavini so vplivale na samostan Jokhang; po letu 1409, v času dinastije Ming, so bile v templju narejene številne izboljšave. Drugo in tretje nadstropje dvorane Buda in prizidki so bili zgrajeni v 11. stoletju. Glavna dvorana je štirinadstropna dvorana Buda.
Tempelj je orientiran vzhod-zahod, obrnjen proti Nepalu proti zahodu v čast princesi Bhrikuti. Glavna samostanska vrata so obrnjena proti zahodu. Jokhang je poravnan vzdolž osi, ki se začne z obokanimi vrati, ki mu sledi Budova dvorana, zaprt prehod, križni hodnik, atriji in hostel za lame (menihe). Znotraj vhoda so štirje »kralji varuhi« (čokjong), dva na vsaki strani. Glavno svetišče je v pritličju. V prvem nadstropju so poslikave, rezidence za menihe in zasebna soba za dalajlamo, na vseh štirih straneh svetišča pa so rezidence za menihe in kapele. Tempelj je narejen iz lesa in kamna. Njegova arhitektura je značilna za tibetanski budistični slog z vplivi Kitajske, indijske vihare in Nepala. Streha je prekrita s pozlačenimi bronastimi ploščicami, figuricami in okrašenimi paviljoni.
Osrednja dvorana Bude je visoka z velikim, tlakovanim dvoriščem. Veranda vodi na odprto dvorišče, ki je sestavljeno iz dveh koncentričnih krogov z dvema templjema: enega v zunanjem in drugega v notranjem krogu. Zunanji krog ima krožno pot s številnimi velikimi molilnimi kolesi (nangkhor); ta pot vodi do glavnega svetišča, ki ga obdajajo kapelice. Ohranjena je le ena od tempeljskih fresk, ki prikazuje prihod kraljice Venčeng in podobo Bude. Podoba, ki jo je prinesla kraljeva nepalska žena in je bila prvotno shranjena v Ramočeju, je bila prestavljena v Jokhang in shranjena v zadnjem središču notranjega templja. Ta Buda je ostal na ploščadi od 8. stoletja; večkrat so ga prestavili na hrambo. Podoba, med slikami kralja in njegovih dveh soprog, je bila večkrat pozlačena. V glavni dvorani v pritličju je pozlačen bronast kip Jovo Šakjamunija, visok 1,5 metra, ki predstavlja Budo pri dvanajstih letih. Podoba ima krono, okrašeno z dragulji, pokrivalo okoli ramena, diamant na čelu in nosi oblačilo, posejano z biseri. Buda sedi v lotosovem položaju na tristopenjskem lotosovem prestolu, z levo roko v naročju, z desno roko pa se dotika zemlje. Številne kapele obdajajo Jovo Šakjamunija, posvečeno bogovom in bodhisatvam. Najpomembnejši bodhisatva tukaj je Avalokitešvara, zaščitnik Tibeta, s tisoč očmi in tisoč rokami. Ob glavni dvorani sta dvorani Amitabha (Buda preteklosti) in Čamba (Buda prihodnosti). Inkarnacije Šakjamunija so zaklenjene na obeh straneh osrednje osi, Budov bojevnik stražar pa je sredi dvoran na levi strani.
Poleg glavne dvorane in njenih sosednjih dvoran je na obeh straneh Budove dvorane na desetine 20 kvadratnih metrov kapel. Kapela princa Darme je v tretjem nadstropju, vključno s skulpturami Songcen Gampa, princese Venčeng, princese Bhrikuti, Gar Tongtsana (ministra taboja) in Thonmija Sambhote, izumitelja tibetanske pisave. Dvorane so obdane z zaprtimi prehodi.
Na nadgradnji so izrezljani okraski krilatih apsar, figuric ljudi in živali, rož in trav. Pod streho so vklesane podobe sfing z različnimi izrazi.
Tempeljski kompleks ima poleg rokopisov in drugih predmetov več kot 3000 podob Bude in drugih božanstev (vključno s 26 m veliko podobo Bude) in zgodovinskih osebnosti. Stene templja so okrašene z verskimi in zgodovinskimi freskami.
Na strehi in strešnih grebenih so ikonični kipi zlatih jelenov, ki obkrožajo kolo Darme, zmagovalne zastave in pošastne ribe. Notranjost templja je temen labirint kapel, osvetljenih z votivnimi svečami in napolnjenih s kadilom. Čeprav so bili deli templja obnovljeni, so ostali originalni elementi. Leseni tramovi in špirovci so bili z ogljikovim datiranjem dokazani kot izvirni, vratni okvirji Nevari, stebri in zaključki iz 7. in 8. stoletja pa so bili prineseni iz doline Katmandu v Nepalu.
Poleg tega, da hodijo po templju in vrtijo molitvena kolesa, se romarji poklanjajo, preden se približajo glavnemu božanstvu; nekateri se plazijo precej daleč do glavnega svetišča]. Molitev, ki se zapoje med tem bogoslužjem, je Om mani padme hum (pozdravljen dragulj v lotosu). Romarji se postavijo v vrsto na obeh straneh ploščadi, da bi Budi okoli vratu položili ceremonialni šal (katak) ali se dotaknili njegovega kolena. V obzidanem ograjenem prostoru pred Jokhangom, v bližini tablice mirovnega zavezništva dinastije Tang in Tubo, je štor vrbe, znane kot »Vrba dinastije Tang« ali »Princesina vrba«. Vrbo naj bi posadila princesa Venčeng.

## Budistični sveti spisi in skulpture
Jokhang ima obsežno, pomembno zbirko kulturnih artefaktov, vključno z bronastimi skulpturami iz dinastije Tang in fino izklesanimi figurami različnih oblik iz dinastije Ming. Knjiga 108 budističnih kipov v Tibetu avtorja Ulricha von Schroederja, ki je izšla leta 2008, vsebuje DVD z digitalnimi fotografijami 419 najpomembnejših budističnih kipov v zbirki Jokhang. Med stotinami thangk sta dve pomembni sliki Čakrasamvare (vplivna budistična tantra) in Jamantake (božanstvo 'uničevalec smrti') iz obdobja vladavine cesarja Jongleja; obe sta vezeni na svilo in odlično ohranjeni. Zbirka ima tudi 54 škatel Tripiṭake (starodavne zbirke budističnih svetih spisov), natisnjenih v rdeči barvi, 108 izrezljanih škatel iz sandalovine s sutrami in vazo (darilo cesarja Čjanlong), uporabljeno za izbiro dalajlame in pančenlame.